# Skovbyskolen
Skovbyskolen er en folkeskole i Galtens bydel Skovby.

## Historie
Skovby oplevede en stærk befolkningstilvækst fra starten af 1960'erne. Hvor byen indtil da havde været en landsby med en lille brugsforening og en skole med tre klasser, fik den 1. august 1974 Skovbyskolen med dentalhygiejne og fire klasser på hvert trin. I samme periode kom der sportshal og flere daginstitutioner. Væksten bestod i høj grad af børnefamilier, og med børnenes fraflytning er antallet af klasser reduceret. Skolen har nu 729 elever, fordelt på 0.-9. klassetrin med 3-4 klasser på hvert trin.

## SFO
"Skråvejen" blev oprettet som børneinstitution i 1978. I 1999 blev den lavet om til Skråvejens SFO, og i 2001 flyttede den ind på Skovbyskolen. Den har ca. 190 tilmeldte børn fra 0. til 2. klasse.

## Specialtilbud
Columbusskolen er et specialskoletilbud med 35 elever, opdelt i 5 klasser efter børnenes faglige, sociale og følelsesmæssige udvikling. Der er ansat 8 lærere og 7 pædagoger.
Center Skovby har 23 elever mellem 13 og 17 år, som kan have sociale, emotionelle og/eller specifikke indlæringsvanskeligheder. Flere elever har diagnoser inden for autismespektret eller ADHD.